# Orcinus citoniensis

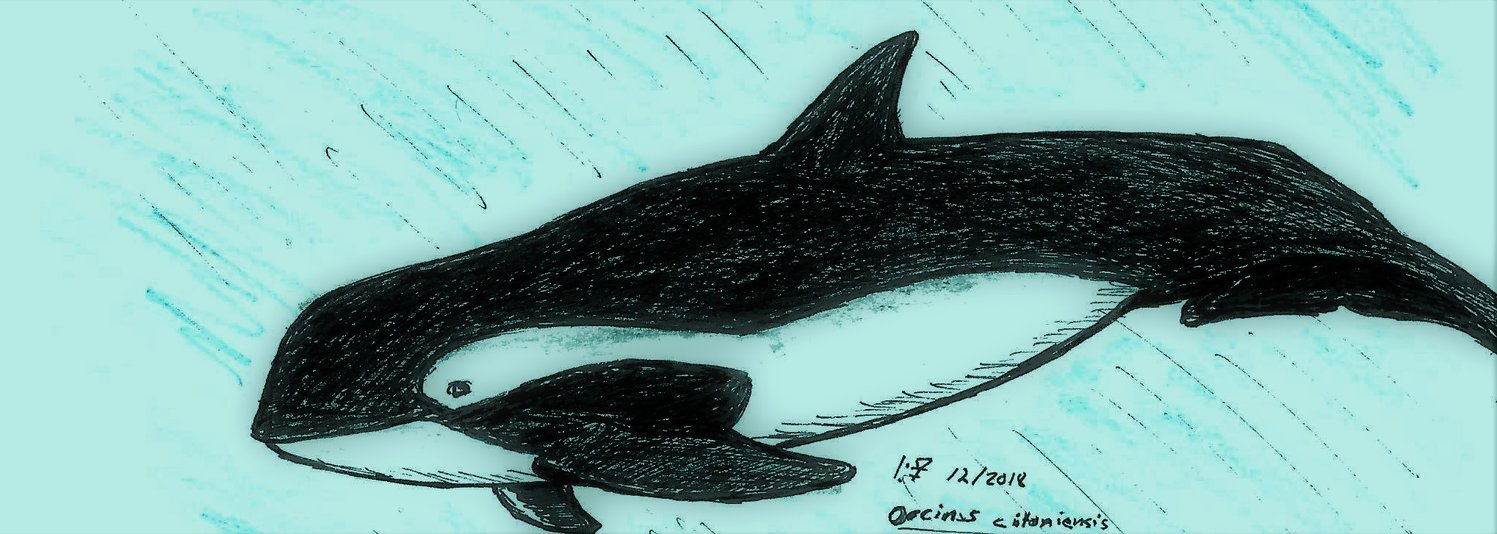
Реставрація Orcinus citoniensis

Orcinus citoniensis — вимерлий вид косаток, виявлений у пізньому пліоцені Італії та ранньому плейстоцені в Англії. Він був меншим за сучасну косатку (O. orca), 4 м проти 7–10 м, і мав приблизно на 8 зубів більше в щелепі. Він, можливо, нагадував сучасну косатку за зовнішнім виглядом і міг бути перехідним вид між сучасною косаткою та іншими дельфінами. O. citoniensis, можливо, полював на велику рибу та кальмарів у групах, а також співіснував з іншими великими хижаками того часу, такими як орцинін Hemisyntrachelus та вимерла акула Otodus megalodon.